# Ricoh 5A22
A Ricoh 5A22 egy 8/16 bites mikroprocesszor, amelyet a Ricoh tervezett és gyártott a Super Nintendo Entertainment System (SNES) videojáték-konzol számára. Ez a WDC 8/16 bites 65C816 processzorán alapul, amit 1982 és 1984 között fejlesztettek ki az Apple IIGS személyi számítógép processzorának szerepére. A processzor egy 16 bites akkumulátorregiszterrel és szintén 16 bites további (index, veremmutató, programszámláló) regiszterekkel rendelkezik, valamint 8 bites memóriabank-regiszterekkel, amik a címzésben játszanak szerepet. A processzor adatsíne 8 bites, címsíne 24 bites. Két üzemmódja van, bekapcsoláskor 8 bites MOS 6502 ill. WDC 65C02 processzoroknak megfelelő emulációs üzemmódban működik, és átkapcsolható a 65C816 kiterjesztett, 16 bites üzemmódjába. A processzor utasításkészlete a MOS Technology 6502 utasításkészlet kiterjesztése: 92 utasítása van, több címzési módja, és nem támogatja a 6502 nem dokumentált utasításait. A CPU bemeneti órajele 21,47727 MHz, a tényleges sebessége azonban jóval alacsonyabb és változó: 3,58 MHz az ún. a gyors hozzáférésnél (alacsony című bankokon lévő hardverregiszterekhez), 2,68 MHz a lassú hozzáférésnél (a ROM és a RAM felé) és 1,79 MHz nagyon lassú hozzáférésnél (magas című bankokon lévő hardverregiszterekhez). Az alacsonyabb órajeleket frekvenciaosztással állítják elő, 6, 8 vagy 12 osztóval.

## Főbb jellemzői
A 65C816 processzormagon kívül az 5A22 további támogató hardvert is tartalmaz, többek között a következőket:
- vezérlőport-interfész áramkörök, a vezérlők paraméterregiszterei soros hozzáféréssel programozhatóak
- 8 bites párhuzamos bemeneti/kimeneti port, amelyet a SNES-ben általában nem használnak
- a nem maszkolható megszakítás generálására szolgáló áramkörök a V-blank szignálhoz
- számított képernyőpozíciók esetén kezdeményezett megszakítások generálására szolgáló áramkörök
- egy DMA egység, amely két elsődleges üzemmódot támogat:
  - általános DMA, blokkátvitelhez 2,68 MB/s átviteli sebességen,[1]
  - H-blank DMA, kisebb adatmennyiségek átvitelére minden pásztázóvonal végén az aktív megjelenítési perióduson kívül
- 16 bites szorzó és osztó hardver, amely a műveleteket memóriába leképzett regiszterek segítségével végzi[1][3]
- a 8 bites adatsínt meghajtó két külön címsín: egy 24 bites „A sín” az általános hozzáféréshez, és egy 8 bites „B sín” főleg a SNES APU (Audio Processing Unit) és PPU (Picture Processing Unit) egységeinek memóriába leképzett be-/kimeneti regiszterei számára

## Teljesítmény
A CPU egésze változó sebességű rendszersínt használ, amelynek elérési idejét a memóriahely határozza meg. A sín 3,58 MHz-en fut nem hozzáférési ciklusok esetén és a B sín elérésekor és a legtöbb belső regiszter elérésekor, és 2,68 vagy 3,58 MHz az A sín elérésekor. 1,79 MHz sebességgel csak a vezérlőport soros hozzáférésű regisztereinek elérésekor működik. Átlagos teljesítménye 1,5 MIPS körüli, elméleti csúcsteljesítménye 1,79 millió 16 bites művelet másodpercenként.

## Fordítás
Ez a szócikk részben vagy egészben  a   Ricoh 5A22 című angol Wikipédia-szócikk ezen változatának fordításán alapul.  Az eredeti cikk szerkesztőit annak laptörténete sorolja fel. Ez a jelzés csupán a megfogalmazás eredetét és a szerzői jogokat jelzi, nem szolgál a cikkben szereplő információk forrásmegjelöléseként.